# Nelore (distrito)
O distrito de Nelore, oficialmente conhecido como distrito de Sri Potti Sriramulu Nelore na região costeira de Andra, é um dos 26 distritos do estado indiano de Andra Pradexe. De acordo com o censo de 2011, a população do distrito era de 2.469.712 habitantes, dos quais 29,07% eram urbanos. Sua sede administrativa está localizada no município de Nelore.
A raça de gado bovino Ongole é conhecida no Brasil como Nelore, em razão dos primeiros animais terem sido embarcados para o país a partir deste distrito.